# Габријел Савић Ра
Габријел Савић Ра (*1978) српски је мултимедијални уметник, теоретичар уметности и песник.

## Биографија
Студирао је филозофију на Филозофском факултету у Београду. Од 2003. је кустос В. И. П. Арт Галерије Студентског културног центра у Београду. Од 2002. активно учествује на домаћој уметничкој сцени, најпознатије по својим боди арт перформансима. Учествовао је на великом броју иностраних изложби и фестивала у Италији, САД, Енглеској, Канади, Грчкој, Шпанији...
Перформанси Габријела Савића Ра се често састоје из контроверзних и често екстремних акција које укључују босоного ходање по стаклу, пуштање крви, излагање тела ризичним ситуацијама, али и повезивање са новим технологијама. По речима америчке кустоскиње и уметнице Џунипер Перлис: 
Смиреност која овладава Габријелом Савићем Ра док изводи перформанс даје његовим радовима ореол поверења. Он се отвара болу и публици.
Објављиван је у домаћим и иностраним часописима и зборницима попут Рукописа, Ремонт магазина, БАП Куортли, Алимин зборнику кратких прича за 2005, Реч у простору, Реч и Култура.
Објавио је и две збирке поезије: 
- Моћ палог анђела (2002) и
- Последњи љубавници (2002).